# Sumuel
Sūmû-El (geschreven als dsu-mu-èl) was ca. 1894-1866 v.Chr. koning van Larsa. Hij regeerde 29 jaar. Er is een aantal vondsten en teksten die naar hem verwijzen. 

Er is een kleikegel gevonden in Ur die zegt:
Voor de godin Inanna, zijn vrouwe, bouwde Sūmû-El, koning van Ur, koning van het land van Sumer en Akkad, haar schitterende warenhuis, haar geliefde huis, in Ur.
Een andere kegel vermeldt de bouw van een tempel voor de godin Nanaia. In Girsu werd een beeldje van een hond gevonden dat zijn naam vermeldt. Een vaasfragment uit Ur doet hetzelfde. Verder zijn er een aanzienlijk aantal zegelafdrukken van zijn dienaar Lu-Ninšubur waar zijn naam op voorkomt. Een zekere Iemṣium was de aanvoerder van de elitetroepen en ook zijn zegelafdrukken vermelden zijn koning. En zo zijn er nog een handjevol zegelafdrukken van andere dienaren.

## De strijd om de macht
Hij was een tijdgenoot (en rivaal) van Sumu-abum van Babylon. Ze bestegen hun tronen in hetzelfde jaar. In zijn 10e jaar op de troon versloeg Sūmû-El de troepen van Kiš -de jaarnaam van jaar 11 is ernaar genoemd- en drong daarmee in het machtsbereik van Babylon door. De stad Kisurra kwam hiermee onder het bewind van Larsa. Er is een brief van Ibni-šadûm van Kisurra waarin hij de suzereiniteit van Larsa erkent en vazalvorst wordt. In jaar 13 bericht Sumu-abum echter dat hij Kazallu verwoest en het leger van Larsa verslagen heeft. Larsa had hiermee dus het niet alleen met aartsrivaal Isin te stellen. Ook Kisurra viel hierdoor waarschijnlijk in Babylonische handen, hoewel zeven jaar later er weer een datering in Kisurra opduikt die op de jaarnamen van Sūmû-El gebaseerd was.